# Isländische Badminton-Mannschaftsmeisterschaft 2021
Die Isländische Badminton-Mannschaftsmeisterschaft 2021 wurde mit dem Endspiel der Úrvalsdeild am 27. Februar 2021 in Reykjavík entschieden. Meister wurde das Team von Tennis- og Badmintonfélag Reykjavíkur.

## Endspiel Úrvalsdeild
- TBR - BH: 7-1

## Endstand 1. Deild
| Platz | Team                | Punkte | Spiele | G | U | V | Spielpunkte |   |   | Sätze |   |    | Bälle |   |     |
| ----- | ------------------- | ------ | ------ | - | - | - | ----------- | - | - | ----- | - | -- | ----- | - | --- |
| 1     | TBR - Sleggjur/UMFA | 2      | 2      | 1 | 0 | 1 | 9           | - | 7 | 21    | - | 16 | 690   | - | 639 |
| 2     | BH / ÍA             | 2      | 2      | 1 | 0 | 1 | 8           | - | 8 | 18    | - | 18 | 651   | - | 653 |
| 3     | BH                  | 2      | 2      | 1 | 0 | 1 | 7           | - | 9 | 16    | - | 21 | 655   | - | 704 |